# Jock Horsfall
St. John Ratcliffe Stewart (Jock) Horsfall (Long Stratton, 31 juli 1910 – Silverstone, 20 augustus 1949) was een Brits autocoureur.
Hij werd geboren op Morninthorpe als jongste van zeven kinderen en groeide op in Dunwich (Suffolk). Als kind sleutelde Horsfall aan een motorfiets en later aan sportwagens. Hij werd effectenhandelaar, maar kwam in 1934 in de Brooklands-race uit met een Aston Martin die hij een jaar eerder had aangeschaft.
Tijdens de Tweede Wereldoorlog werd hij voor MI5 gerekruteerd door Eric Holt-Wilson. Horsfall raakte betrokken bij Operatie Mincemeat toen hem werd gevraagd het lichaam van 'William Martin' over te brengen naar Greenock waar het aan boord van de onderzeeboot Seraph zou worden gebracht.
Na de oorlog ging Horsfall weer racen. In 1948 won hij met Leslie Johnson de 24 uur van Spa-Francorchamps. Het jaar daarop kwam hij op 39-jarige leeftijd om het leven toen hij verongelukte tijdens een race op het Silverstone-circuit.
Te zijner nagedachtenis wordt op Silverstone  jaarlijks de St. John Horsfall Memorial Trophy race verreden. De vereniging van Aston Martin-eigenaren houdt jaarlijks een St John Horsfall Meeting.